# Cacaxtla
Cacaxtla ist eine archäologische Stätte im Süden des mexikanischen Bundesstaates Tlaxcala im Municipio Natívitas. Der Name ist aus dem Náhuatl-Wort cācāxtli plus -co (ein Lokativ-Suffix) abgeleitet und bedeutet so viel wie „Ort der Rückentrage“, womit die Körbe gemeint sind, die Händler zum Transport ihrer Waren benutzen. Cacaxtla ist berühmt wegen einiger gut erhaltener Wandmalereien aus der Zeit um 800 n. Chr.

## Lage
Die in etwa 2300 m Höhe gelegene Ruinenstätte von Cacaxtla ist rund 15 km in südwestlicher Richtung von der Staatshauptstadt Tlaxcala de Xicohténcatl entfernt; nächstgrößerer Ort ist der Wallfahrtsort San Miguel del Milagro.

## Geschichte
Cacaxtla war nach dem Bericht des aus Tlaxcala stammenden mestizischen Autor Diego Muñoz Camargo aus dem Jahre 1584 Hauptstadt der Olmeca-Xicallanca, über die – abgesehen von verschiedenen Legenden – keine gesicherten Kenntnisse existieren. Die Olmeca-Xicallanca gehören in die Zeit des Endes des Klassikums und des frühen Postklassikums und dürfen nicht mit den von Archäologen missverständlich so genannten archäologischen Olmeken verwechselt werden.
Forschungsgeschichte

Nach dem erwähnten Bericht des Muñoz Camargo war die Bedeutung des Fundortes bekannt. Archäologische Prospektionen begannen unter der Leitung von Pedro Armillas. Im Rahmen eines umfassenden deutsch-mexikanischen Forschungsvorhabens wurde auch Cacaxtla dokumentiert. Die Aufsehen erregenden Wandgemälde des „Vogelmenschen“ wurden jedoch erst 1975 von Bauern der Gemeinde San Miguel del Milagro bei Schatzgräbertätigkeiten entdeckt. Die archäologischen Arbeiten begannen noch im gleichen Jahr.

## Archäologische Stätte
Die Gebäude

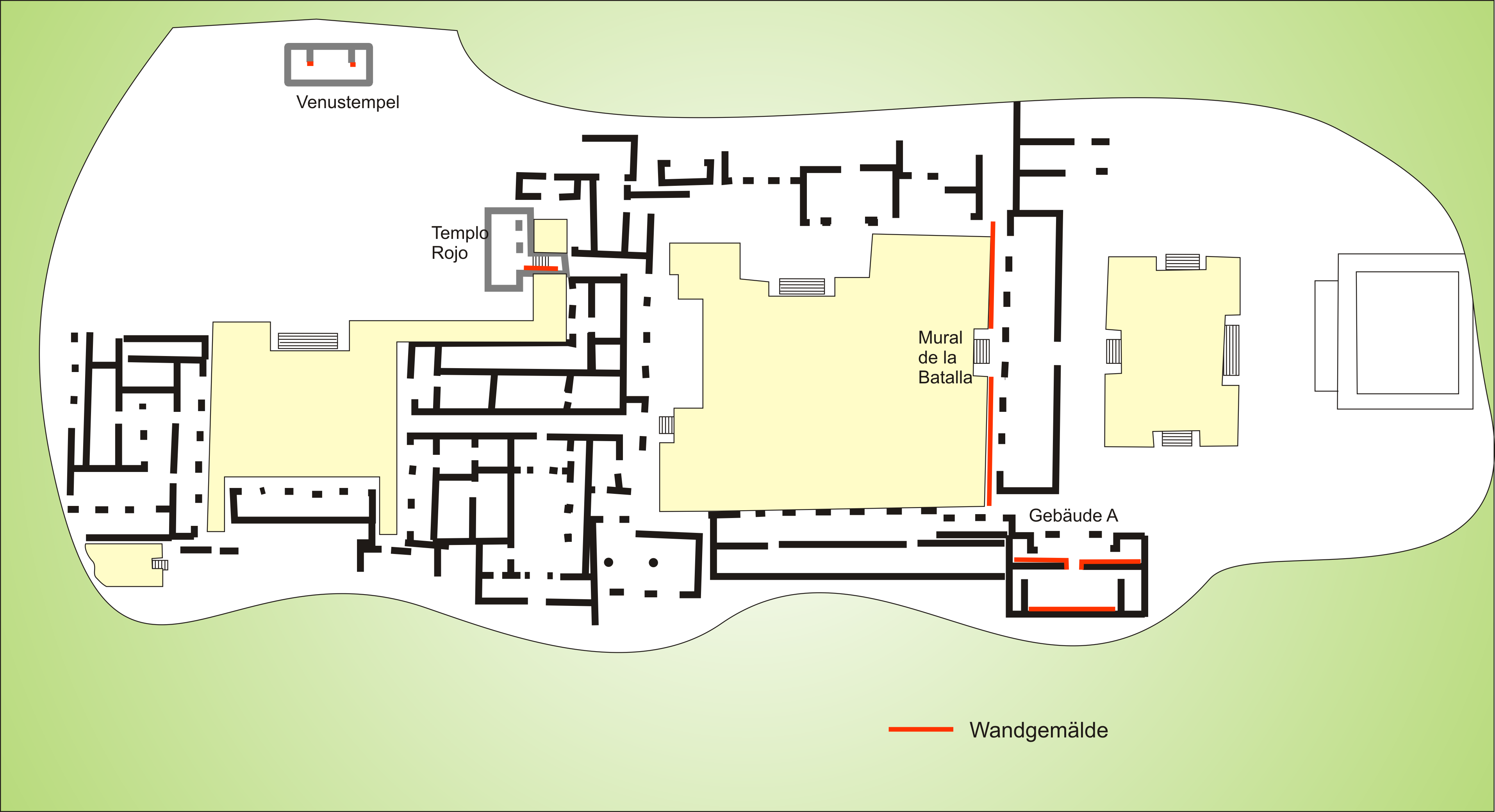
Plan von Cacaxtla

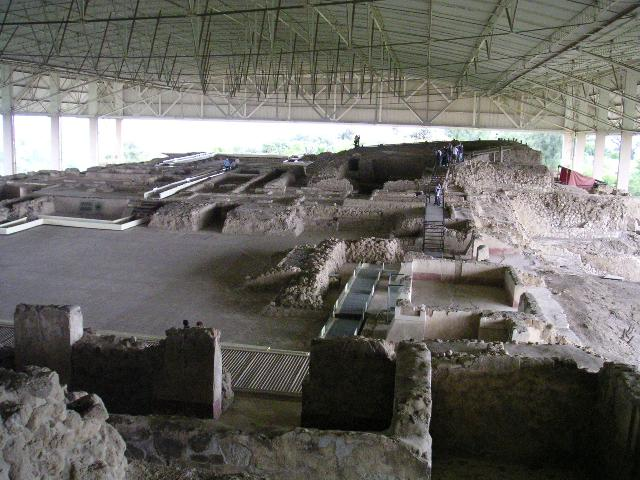
El gran basamento

Die Siedlung besteht aus einem befestigten Komplex im Umfang von 1700 × 800 m auf der Spitze eines Hügelzuges, der unmittelbar über der vom Río Atoyac durchflossenen Talebene von Puebla liegt und sie um rund 100 m überragt. Im Zentrum des durch Wall- und Grabenanlagen befestigten Areals liegt die große Plattform (200 × 110 m), die sowohl zentrale Kultbauten wie auch Palastbauten, gruppiert um zwei Plätze, umfasst.
Das Baumaterial in Cacaxtla ist ausschließlich Stampflehm. Die Wände wurden anschließend mit einer Schicht aus Kalkstuck überzogen, auf dem die Malereien angebracht wurden, oder der zu Ornamenten plastisch geformt wurde.
Fresken

Die hier entdeckten Wandgemälde gehören zu den Hervorragendsten in ganz Mesoamerika, auch wegen ihres guten Erhaltungszustandes. Sie zeigen ethnisch-kulturelle Gemeinsamkeiten in der Symbolsprache mit vielen spätklassischen Kunstwerken Mesoamerikas. Besonders deutlich sind die in dieser Zeit in verschiedenen Orten Zentralmexikos auftretenden Stilelemente der Maya, aber es ist auch eine Beeinflussung aus dem bereits untergegangenen Teotihuacán unverkennbar.
Auch wenn die Malereien von Cacaxtla aus verschiedenen Perioden stammen, belegen sie die zentrale Bedeutung des Planeten Venus und die mythische Bedeutung des Wassers, sowie des Kampfes zwischen Jaguarkriegern und Adlerkriegern in der Glaubensvorstellung der Olmeca-Xicallanca. Venus wurde mit Krieg und Unterwelt assoziiert.

### Nordplatz
Am nördlichen Platz befinden sich der Große Säulengang, der Rote Tempel, der Venustempel und der Säulengang A.

#### Sockel des Gebäudes B

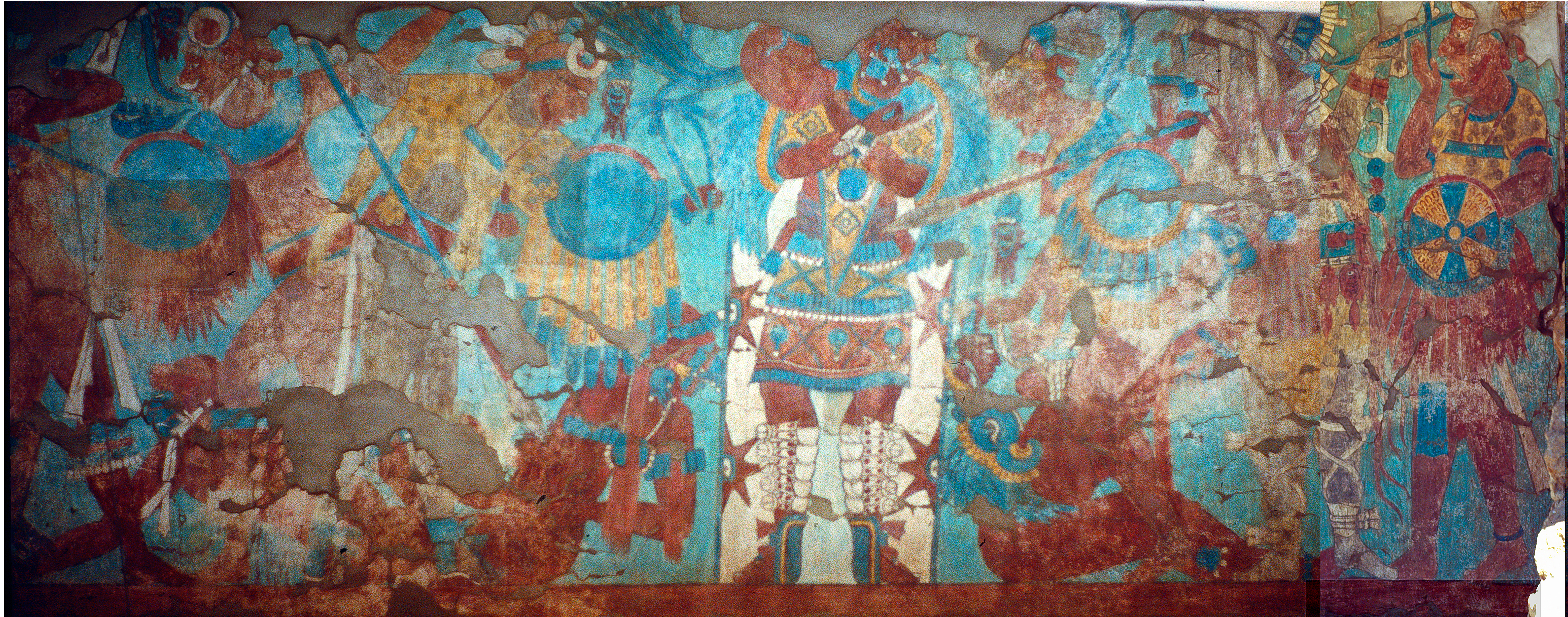
Schlachtgemälde (Ausschnitt)

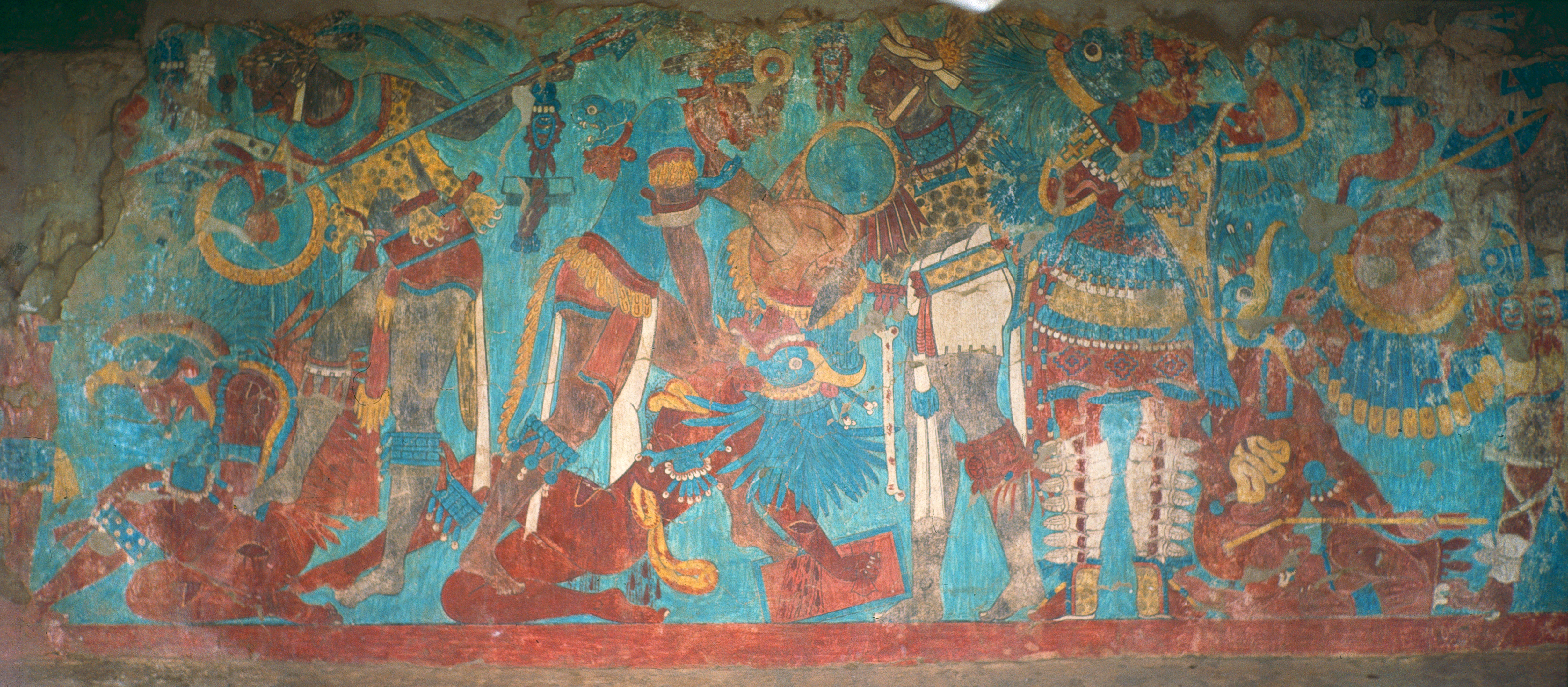
Schlachtgemälde (Ausschnitt)

Auf dem Sockel des Gebäudes am nördlichen Ende des Nordplatzes befindet sich zu beiden Seiten der Haupttreppe das Wandbild „Mural de la Batalla“ (Schlachtgemälde, ca. 650–700) mit der äußerst realistischen Darstellung einer möglicherweise historischen Schlacht. In dem mit gewaltiger Härte ausgefochtenen Kampf stehen sich zwei ethnisch und kulturell deutlich unterscheidbare Gruppen gegenüber. Die mit Jaguarfellen bekleidete Sieger zeichnen sich durch eine graubraune Hautfarbe aus, sie haben große Nasen und keine Schädeldeformation. Ihre Waffen sind runde Schilde, Obsidianmesser, Speerschleuder. Die Unterlegenen sind dagegen nahezu unbekleidet, haben eine rotbraune Hautfarbe und sind mit rechteckigen Schilden bewaffnet. An den beiden Seiten der Haupttreppe steht die Gefangennahme zweier Adlerkrieger, vielleicht derselben Person, im Mittelpunkt. Der auf der rechten Seite wird ergriffen, während er sich eine Lanze aus dem Kopf zieht, der auf der linken Seite, mit einem weißen Umhang mit Sternensymbolen bekleidet, steht mit verschränkten Armen da, während der Speer seines Widersachers auf ihn zielt. Es ist die Vermutung geäußert worden, dass es sich bei den Unterlegenen um Maya handeln könnte. Das eigentliche Gebäude liegt ein halbes Stockwerk höher und besteht aus einem langen Raum, dessen Front durch 7 Eingänge getragen von 6 Mauerscheiben gegliedert ist. Der Raum weist ein dickes rotes Band entlang des Fußbodens auf.

#### Gebäude A

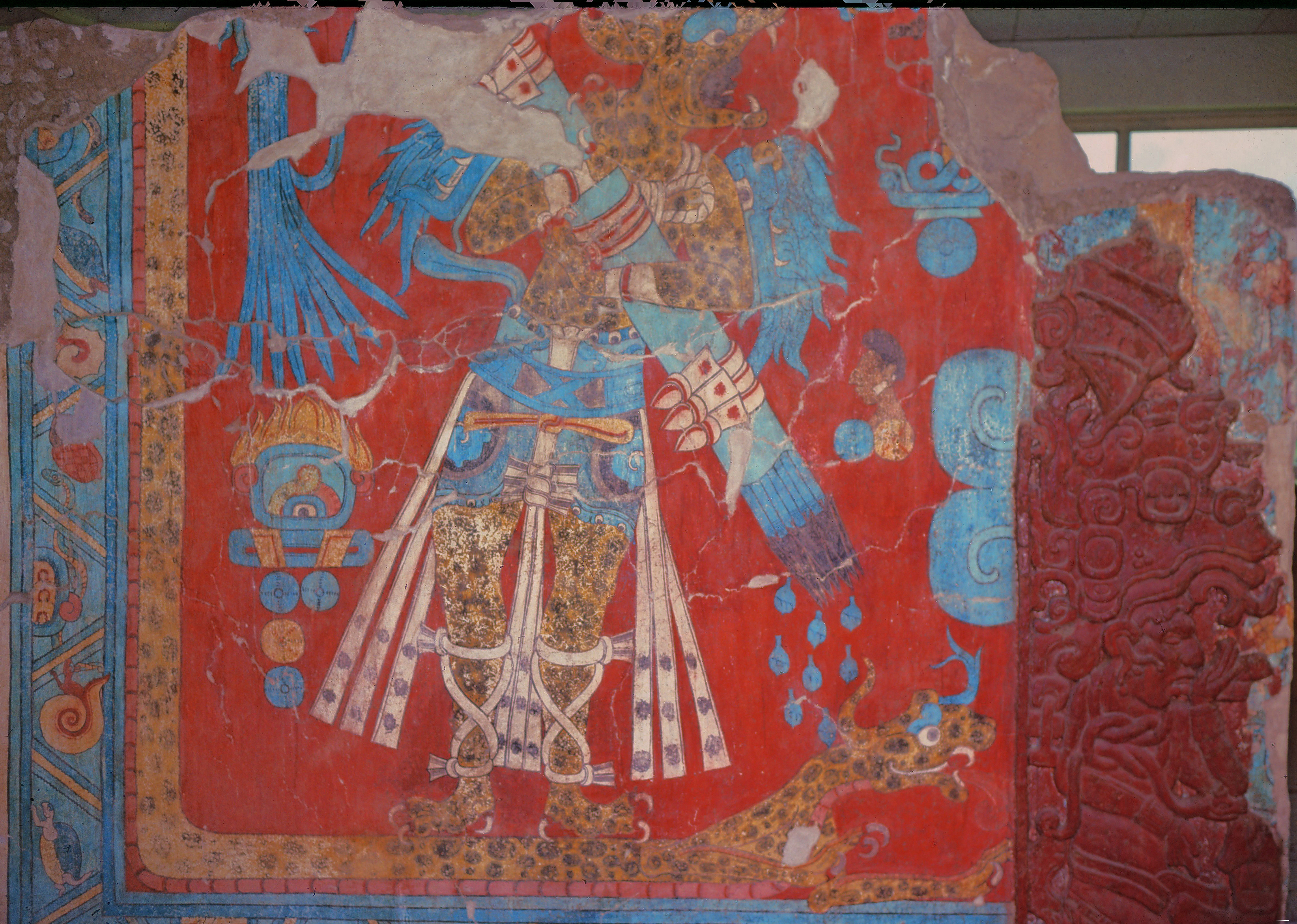
Jaguarkrieger (Gebäude A, Nördliche Wandfläche, 750)

Die Wandgemälde dieses Gebäudes waren die ersten, die aufgedeckt wurden. Das Gebäude besteht aus zwei größeren Räumen und mehreren kleinen Seitenkammern. Die Wand zwischen dem vorderen und dem hinteren Raum, in deren Mitte sich ein Türdurchgang befindet, trägt die Malereien, ebenso die Seitenwände des Türdurchgangs. Die Malereien auf der Rückwand des hinteren Raumes sind schlecht erhalten, sowohl der Qualität nach, als auch weil die Wand nur im unteren Drittel erhalten ist. Die Gemälde an der Front und den Seiten des Türdurchganges sind eindeutig aufeinander bezogen. An den Gemälden der Front sind zwei Personen, als Adler- und Jaguar-Krieger gekleidet, dargestellt. Gemeinsam ist beiden Gemälden eine die Seiten umfassende Bordüre, in deren Feldern eine große Zahl von Wassertieren, vor allem verschiedenartige Schnecken und Schildkröten dargestellt sind.
- Nördliche Wandfläche

Die nördliche Figur ist völlig mit dem Fell eines Jaguars bedeckt, lediglich das Gesicht des menschlichen Trägers blickt aus dem geöffneten Maul hervor. Hände und Füße sind ganz mit den entsprechenden Körperteilen des Tieres bekleidet. Die sonstige Bekleidung der Figur ist gering: ein Rock aus blauem Material mit lang herabfallenden weißen Schleifen, und an den Beinen Schmuckbindungen aus weißem Material. Auf dem Rücken trägt die Gestalt einen Rückenschild aus grünblauen Federn. In der Hand hält sie diagonal über den Körper ein eng geschnürtes Bündel von 7 Speeren, aus denen Wasser tropft. Die ganze Figur steht auf einem tierischen Wesen, das die Kennzeichen verschiedener Tierarten in sich vereinigt: Die Gestalt ist die einer Schlange oder eines ähnlichen Reptils, die Körperoberfläche ist das Fell eines Jaguars, zu dem auch die Vorderbeine gehören. Auf dem Kopf trägt das Tier schließlich noch ein Geweih. Über der Figur fliegt (nur noch teilweise erhalten) ein großer Vogel, vielleicht ein Ara. Auf dem tiefroten Hintergrund sind mehrere Hieroglyphenzeichen zu erkennen: links das Kalenderzeichen 9 Ojo de Reptil (eine Kunstbezeichnung für ein in seiner Bedeutung unklares Zeichen, das vor allem in Monte Albán auftritt). Die Zahl ist durch einen Balken für die Ziffer 5 und vier Scheiben für die hinzuzählenden vier Einheiten ausgedrückt. Die kleinen Voluten am Rande des Ojo de Reptil könnten ähnlich anderen Vorkommen darauf hindeuten, dass damit der Name eines Jahres gemeint ist. Was die aus dem Zeichen schlagenden Flammen bedeuten könnten, ist rätselhaft. Auf der rechten Seite sind zwei weitere vermutliche Kalenderzeichen zu erkennen: Der Kopf einer Person mit der Ziffer 2 und eine Schale mit Schlangen sowie der Ziffer 1. Das rechte Viertel des Gemäldes ist später mit einem Flachrelief aus Ton überdeckt worden, das eine Person in einem mit Voluten gefüllten Feld zeigt. Hier hat man Bezüge zum spätklassischen kurvilinearen Stil von El Tajín zu erkennen vermeint.
- Südliche Wandfläche

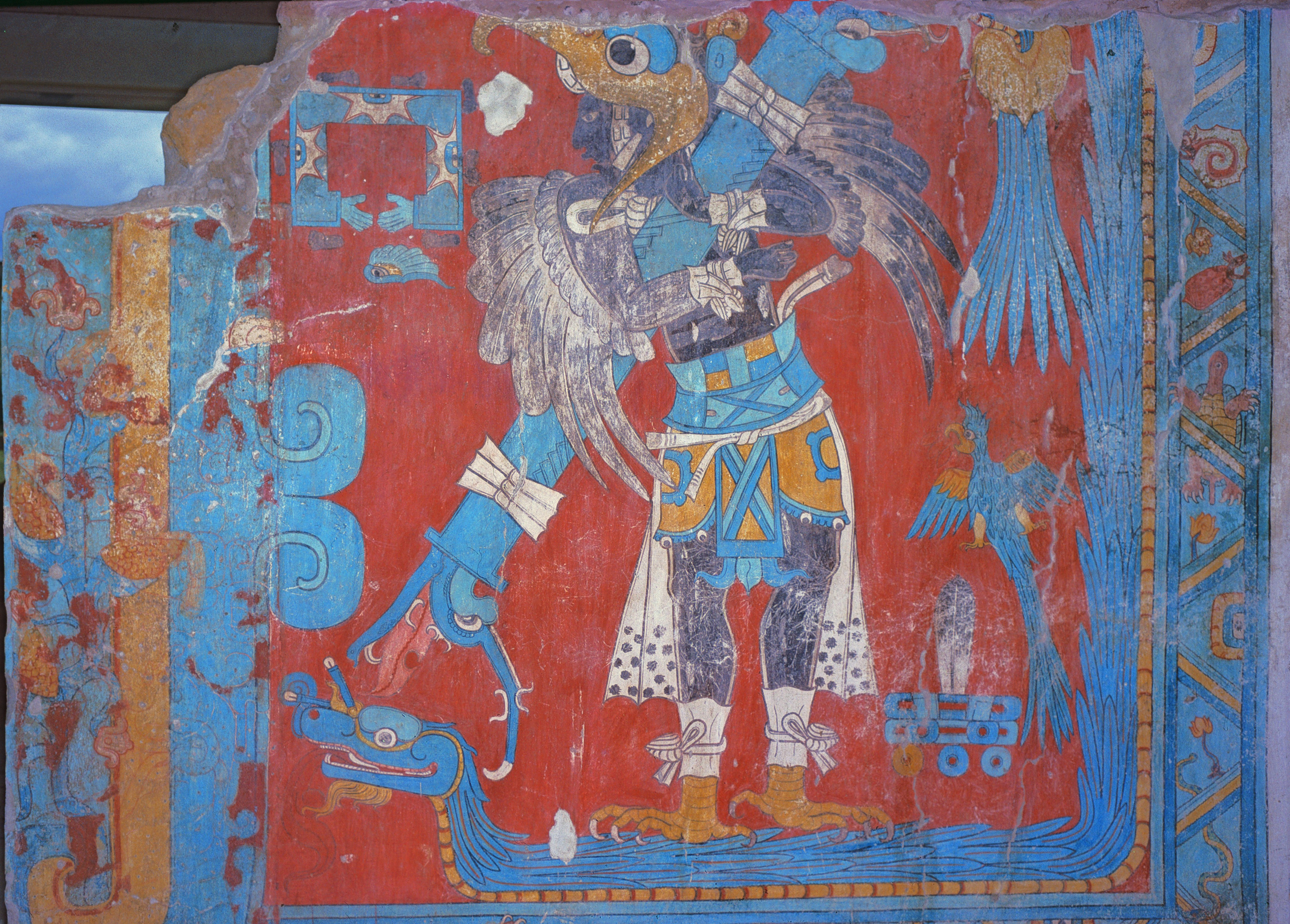
Adlerkrieger (Gebäude A, Südliche Wandfläche, 750)

Der Aufbau des Gemäldes entspricht dem an der nördlichen Wandfläche, aber mit entscheidenden Änderungen: Wieder steht eine menschliche Figur in einem von einer Bordüre von Wasser und Wassertieren gebildeten Rahmen vor einem roten Hintergrund. Am linken Rand ist eine Maispflanze mit reifen Maiskolben zu erkennen. Die zentrale Figur, mit beinahe schwarzer Hautfarbe, ist diesmal nur knapp bekleidet. Auch sie trägt einen kurzen Rock, in dem hier die gelbe Farbe dominiert. Weiße Bänder fallen auf beiden Seiten herunter. Der Rückenschild ist hier der Balg eines großen Adlers. Das Gesicht der Person schaut aus dem überdimensionalen Schnabel des Vogels heraus. Sowohl an den Handgelenken als auch über den Fußknöcheln befinden sich weiße Schmuckbinden, deren Enden mit weißen Muschelschalen verknotet sind. Die Füße stecken in großen Vogelfüßen. Die Figur trägt in den Händen eine mit weißen Bändern zusammengebundene Rolle, aus dem am unteren Ende ein Schlangenkopf mit geöffnetem Maul herausragt. Gut erkennbar sind die rosa gespaltene Zunge und einzelne weiße Zähne. Die Große Rolle erinnert an den Zeremonialbalken, den viele Figuren im zentralen Mayagebiet in derselben Haltung tragen. Die gesamte Figur steht auf einer Schlange, die hier als Federschlange mit blauen, rötlich schimmernden Federn bedeckt ist. Die Schlange trägt einen langen Nasenpflock als Schmuckstück und hat einen blonden Bart. Ihre lange gespaltene Zunge hebt sich kaum von dem roten Hintergrund der Malerei ab. Auf diesem Hintergrund ist am rechten Rand eindeutig ein Ara zu erkennen. Unter ihm das Kalenderzeichen 13 Feder. Am oberen Rechten Rand sieht man die Federn eines großen Vogels, dessen oberer Teil nicht erhalten ist. Links ist das mysteriöseste Zeichen: ein rechteckiger Rahmen aus zwei blauen Armen, die mit weißen Sternenzeichen versehen sind. Rings um das Zeichen gehen graue Fußabdrücke. Darunter das Auge eines Vogels. Die Form der Zeichen erinnert an die Ortszeichen in dem ungefähr gleichzeitigen Xochicalco. Eine Deutung scheitert daran, dass Sprache und Zeichenkonvention von Cacaxtla nicht bekannt sind.
- Nördliche Türseitenfläche

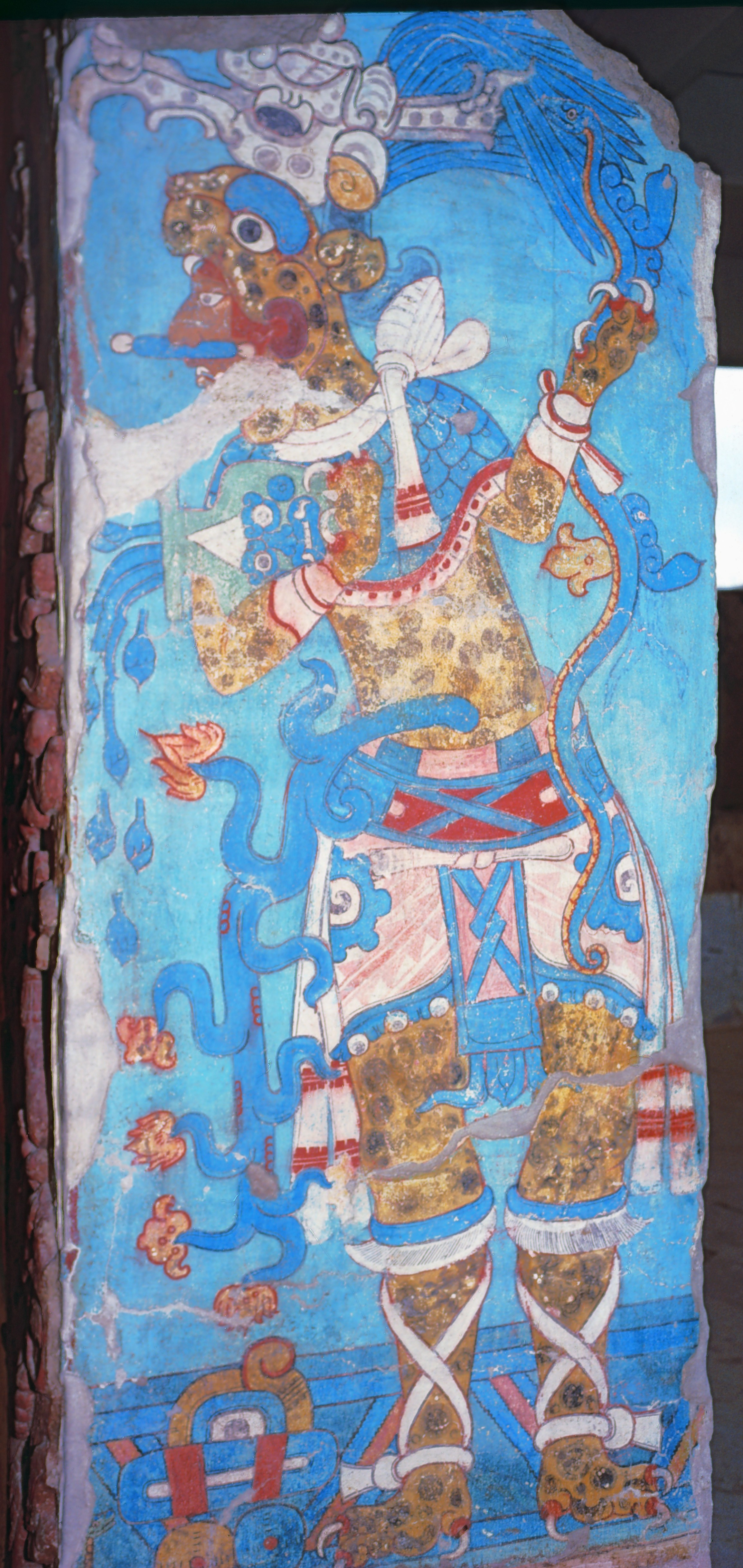
Gebäude A, Nördliche Türseitenfläche, 750

Hier kehrt die ganz mit dem Jaguarfell bekleidete Person wieder, aber der Hintergrund ist blau. Die Elemente ihrer Tracht sind etwas unterschiedlich: Der Rock ist hier dominierend weiß-rosa mit einem roten Gürtel. Um den Hals trägt sie eine weiße Schleife mit Muschelschalen. Das Gesicht ist beherrscht von einem langen Nasenpflock aus kostbarem grünen Stein. Auf dem Kopf ragt der skelettierte Kopf vermutlich eines Krokodils (der Unterkiefer fehlt natürlich). Hinter dem Kopf weht ein Federbüschel. Wichtig für die von der Person ausgedrückten Symbolik sind drei Elemente: In der linken Krallen-Hand hält sie eine Schlange, deren kleiner Kopf vor den Federn des Kopfschmuckes kaum zu erkennen ist. Aus dem Nabel der Person wächst ein Rankengewächs mit großen Blüten. In der rechten Hand hält sie eine Vase vielleicht aus Alabaster, die (vielleicht in Türkismosaik) das Gesicht des Regengottes Tlaloc trägt. Aus dieser Vase gießt sie Wasser in großen Tropfen zur Erde. Über der auch hier identisch gestalteten Bordüre ist wieder ein Kalenderzeichen zu erkennen: Das Jahr 7 ojo de reptil.
- Südliche Türseitenfläche

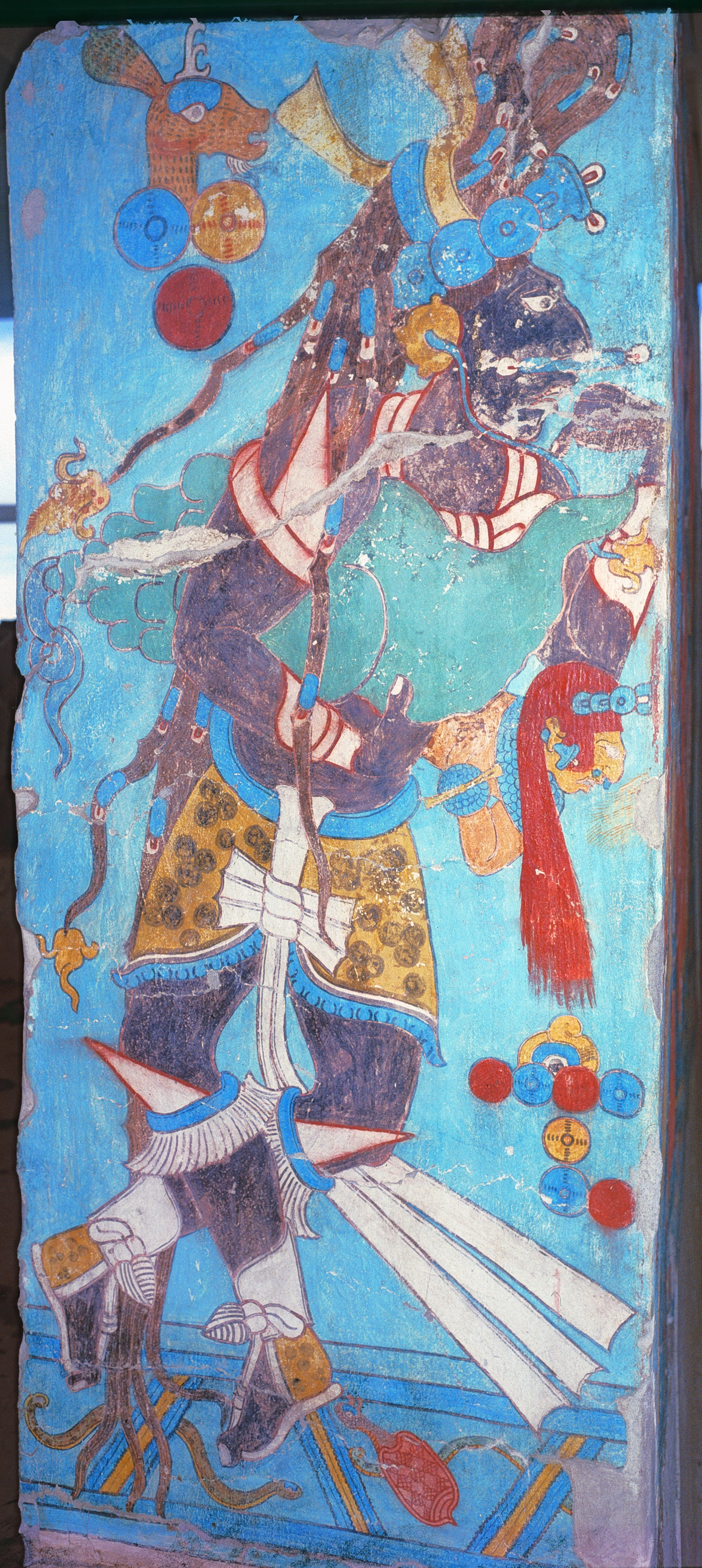
Gebäude A, Südliche Türinnenseite, 750

Die Person hier fällt durch ihre bewegte Körperhaltung aus dem Rahmen, man hat sie deshalb gelegentlich als Tänzer bezeichnet. Hier wird die Freiheit der Darstellung besonders deutlich: Die Füße reichen halb in die Bordüre mit den Wassertieren hinein, fallen also gleichsam aus dem Rahmen, die Beine überkreuzen sich beinahe plastisch. Diese Freiheit hat in ganz Mesoamerika nichts Vergleichbares. Die dunkelhäutige Figur trägt hohe Sandalen, einen kurzen Rock aus Jaguarfell mit einer langen Schleife des Lendenschurzes, der über den blauen Gürtel fällt. Als Gesichtsschmuck ist eine große Ohrscheibe und ein langer Nasenpflock zu erkennen. Der Kopfschmuck ist nicht sicher zu identifizieren, es scheint, dass von ihm Streifen aus einem dunklen Material ausgehen, die aber an den Enden gelbe Blüten tragen und damit das Thema der Pflanze aus dem Nabel der gegenüber stehenden Figur abwandeln. Auch diese Person trägt ein mit dem Wasser assoziiertes Objekt in der Hand, eine große Meeresmuschel. Am auffälligsten ist aber eine kleine Gestalt, die hinter der Muschel hervorkommt. Sie hat helle Haut und rotblondes langes Haar und ist mit vielen Schmuckgegenständen ausgestattet: ein breites Halsband und ein Schmuckstück am Arm vermutlich aus Jade, ein kleiner Nasenpflock und ein Diadem aus grünem Stein. Eine Deutung ist bisher nicht gelungen. Vor dem Blauen Hintergrund sind kleine Kalenderzeichen zu erkennen, unten rechts 7 ojo de reptil (diesmal ist die ganze Zahl mit Scheiben und nicht mit einem Balken für 5 ausgedrückt) und oben links 3 Hirsch.

#### Roter Tempel

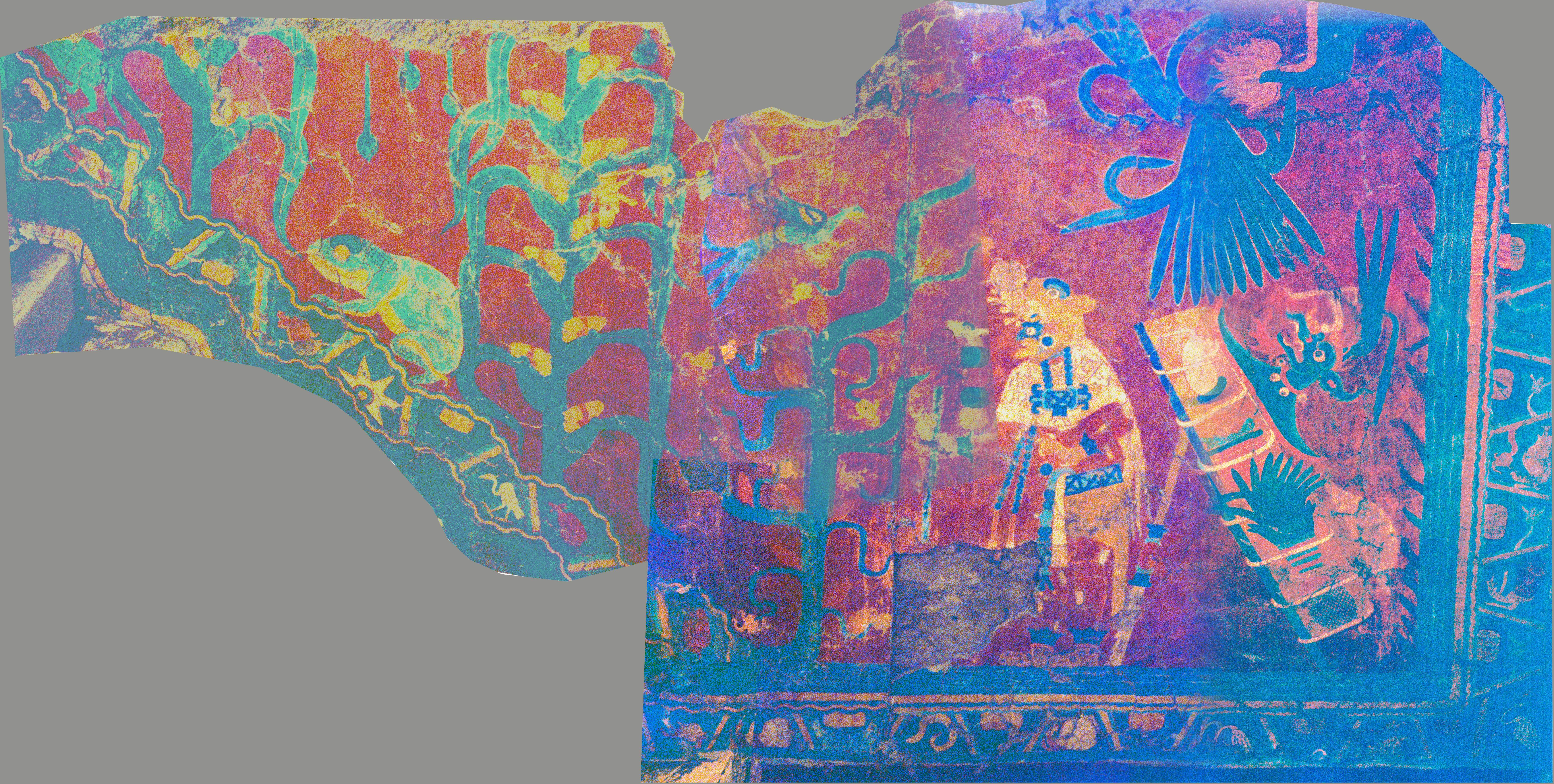
Wandmalerei an der Treppe zum Templo Rojo (Fotomosaik)

An der Westseite des großen Hofes liegt auf einem tieferen Niveau der Rote Tempel, der seinen Namen von den rot dominierten Wandmalereien erhielt. Die Wandmalereien befinden sich an der Seite der Treppe, die zum Tempel hinunter führt (nicht zugänglich). Auf Grund der Lage datiert man den Tempel als älter als die oben beschriebene Schlachtdarstellung. Dargestellt ist hier eine in ein Jaguarfell gehüllte Person, um die herum ein Ensemble symbolischer Gegenstände angeordnet ist: ein großer Cacaxtli (Händlerbündel, Symbol für Cacaxtla) mit einer Tiermaske, darüber ein Quetzalvogel. Vor der Person stehen zwei Maispflanzen, deren Kolben kleine Menschenköpfe sind. Am linken Rand klettert ein übergroß dargestellter Frosch den Wasserstrom entlang die Treppe hinauf. Die ganze Szene ist ganz ähnlich wie jene des Gebäudes A mit einer einen Wasserstrom darstellenden Bordüre eingefasst. In ihr sind auch hier alle Arten von Wassertieren, aber auch Vögel, die am Wasser leben, in ungewöhnlich natürlicher Darstellung zu sehen.

#### Venustempel

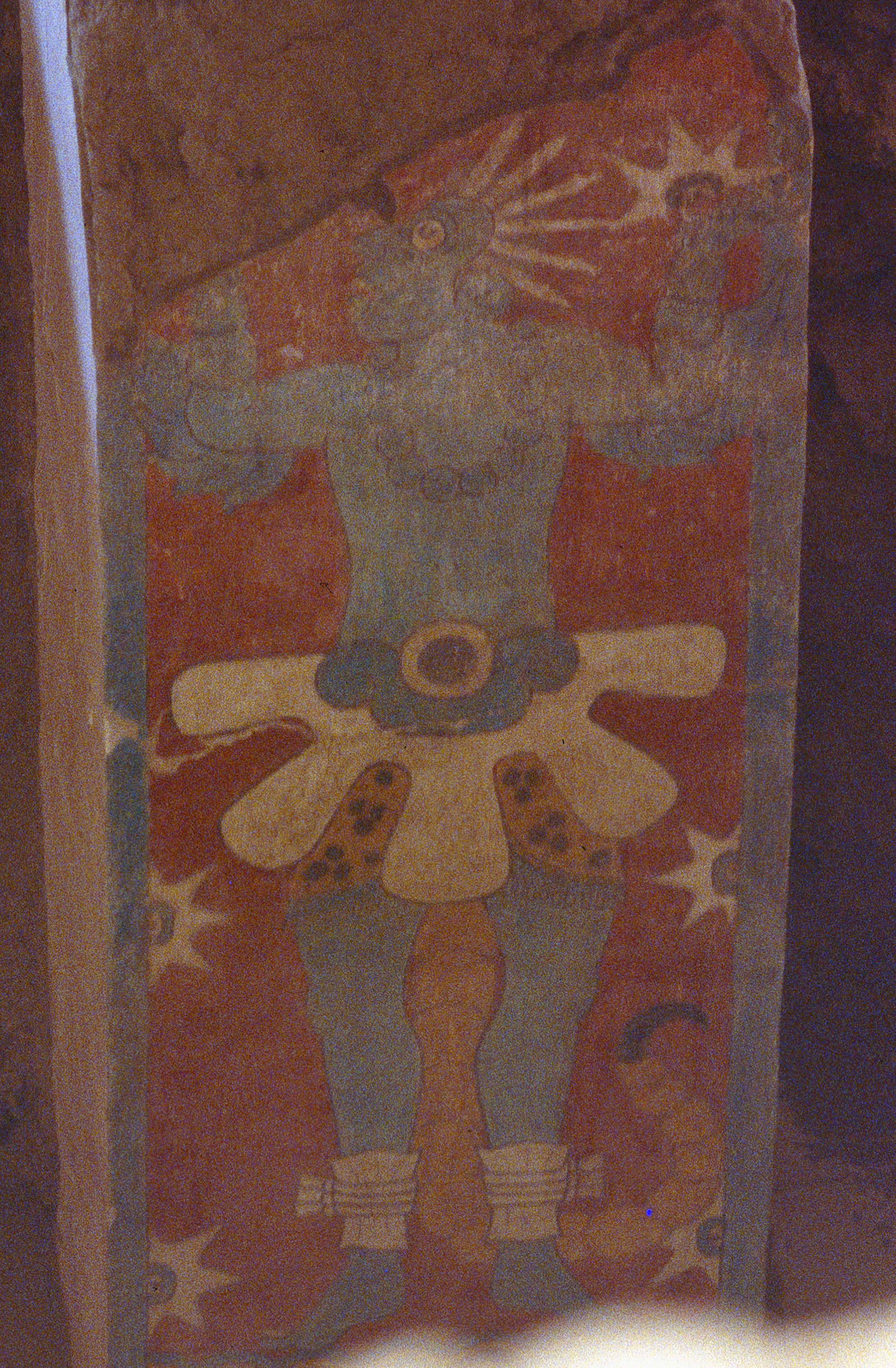
Wandgemälde aus dem Venustempel

Auf der Südwestseite des Ausgrabungsgebietes liegt auf einem tieferen Niveau unterhalb einer nicht freigelegten großen Pyramide der Venustempel. Sein Name ist abgeleitet von zwei symmetrisch zueinander angeordneten menschliche Figuren, die vermutlich den Planeten Venus symbolisieren. Die männliche Figur, ein Adlerkrieger, ist mit einem Jaguarschurz mit einem Venussymbol bekleidet, hat einen langen Skorpionstachel und gefiederte Skorpionglieder mit Jaguarkrallen und ist von Venussymbolen umgeben. Die gegenüberliegende weibliche Figur hat keine Skorpionmerkmale.
Unterhalb der überdachten Ausgrabungsstätte ist eine mittelgroße Pyramide teilweise freigelegt worden.

## Besuch der Stätte
Die teilweise überdachte Anlage wird von der INAH unterhalten und bietet die übliche touristische Infrastruktur, wie Parkplatz, Restaurant, Busanbindung und Taxiservice zum 2 km entfernten Xochitécatl.
Das kleine Museum zeigt Nachbildungen der Wandmalereien (deren Originale nicht mehr aus der Nähe betrachtet werden können) und Modelle des historischen Cacaxtlas, sowie Kleinfunde.